# Brama Straganiarska
Brama Straganiarska (niem. Häkertor) – zabytkowa, jedna z bram wodnych w Gdańsku. Znajduje się u wylotu ul. Straganiarskiej, przy ul. Straganiarskiej 37.

## Historia
Została zbudowana w latach 1481–1492. Jest najbardziej wysuniętą na północ, spośród dziś istniejących bram Głównego Miasta. Od strony Motławy bramę zdobią wykute w kamieniu herby Prus Królewskich, Polski i Gdańska.
Obecnie Brama Straganiarska służy celom mieszkalnym. W latach 1959–1963 mieszkał w niej aktor Zbigniew Cybulski.
Dokładnie naprzeciw bramy, po drugiej stronie rzeki znajduje się Filharmonia Bałtycka.

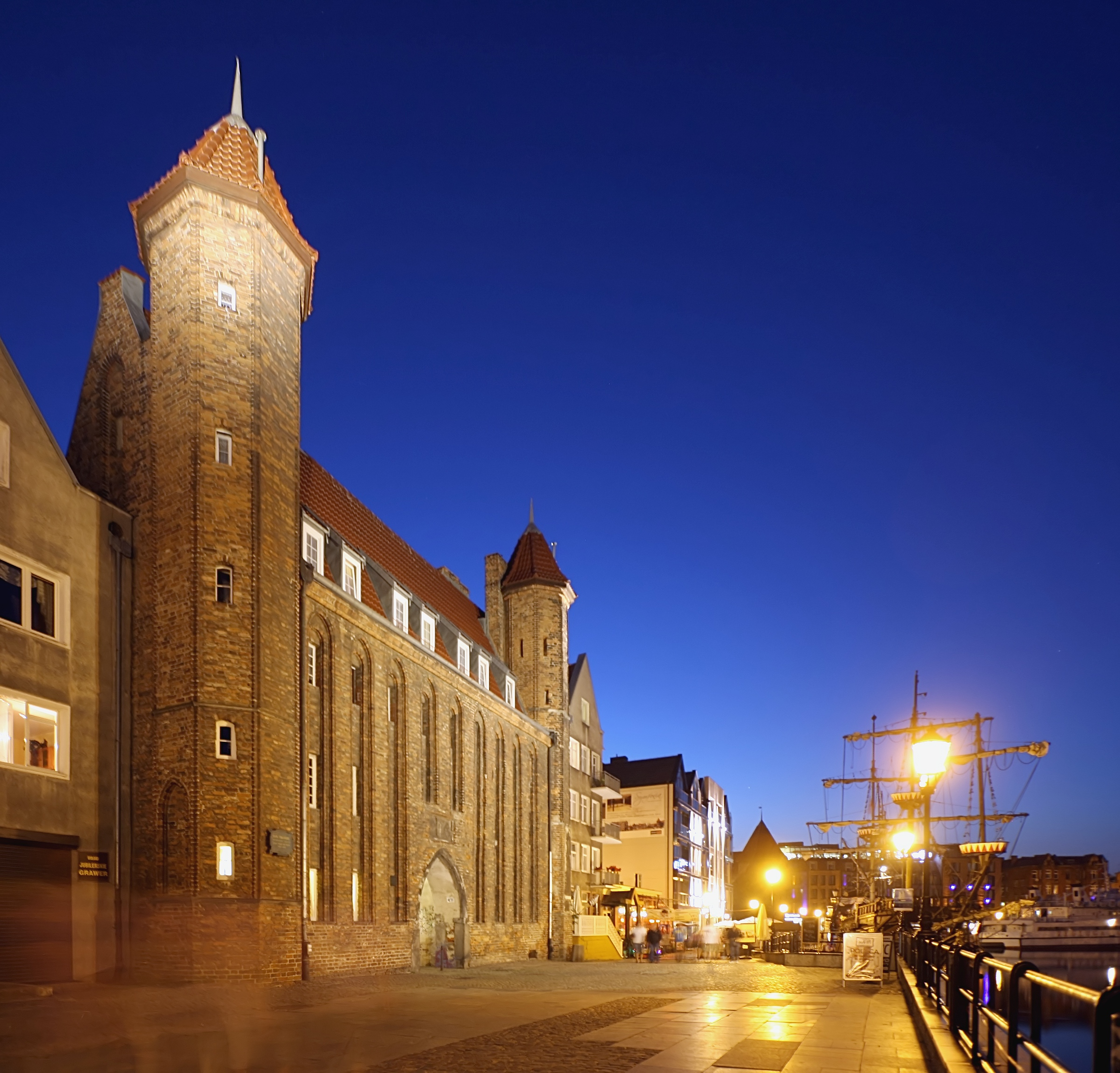
Brama nocą
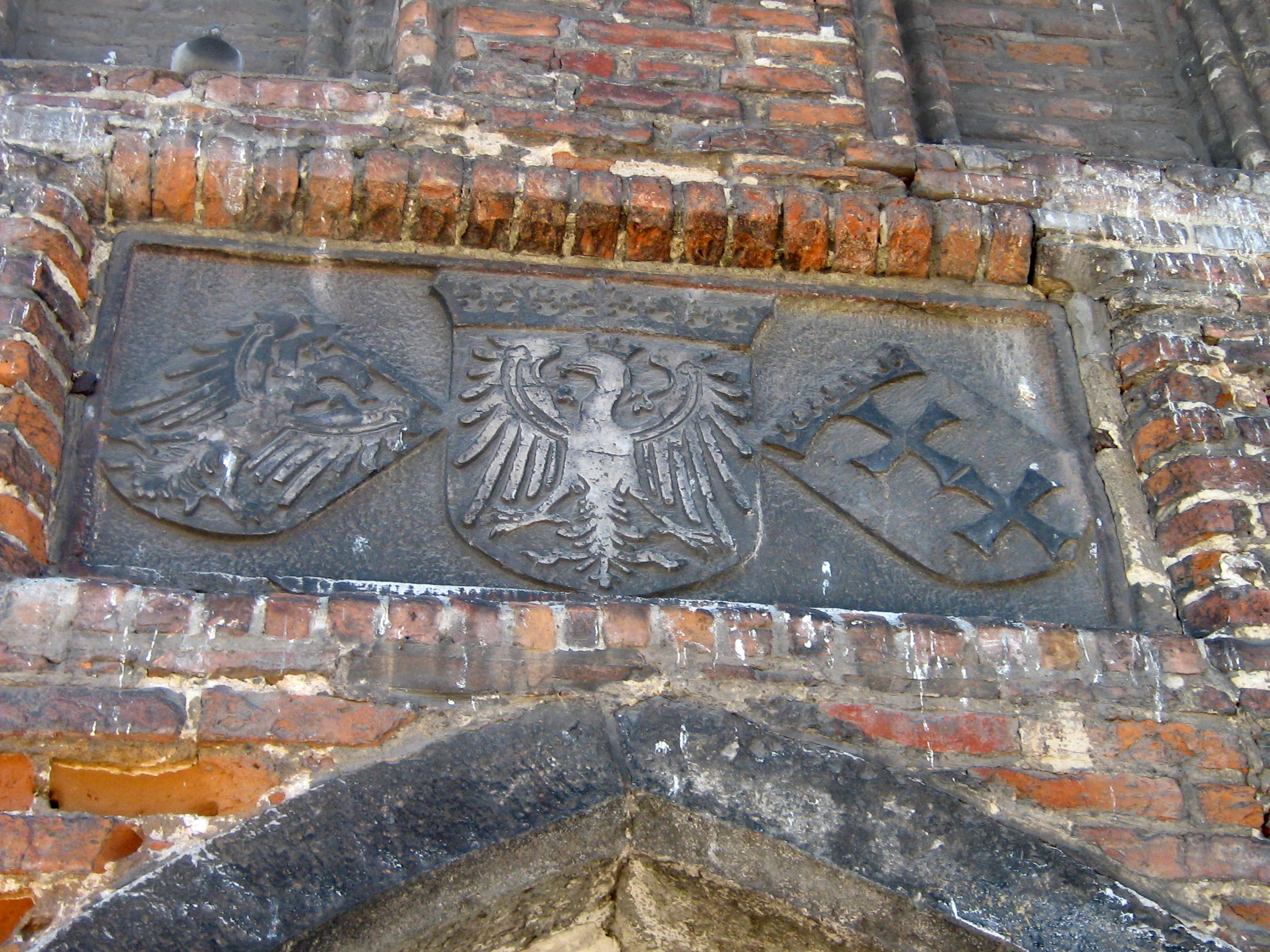
Herby na bramie
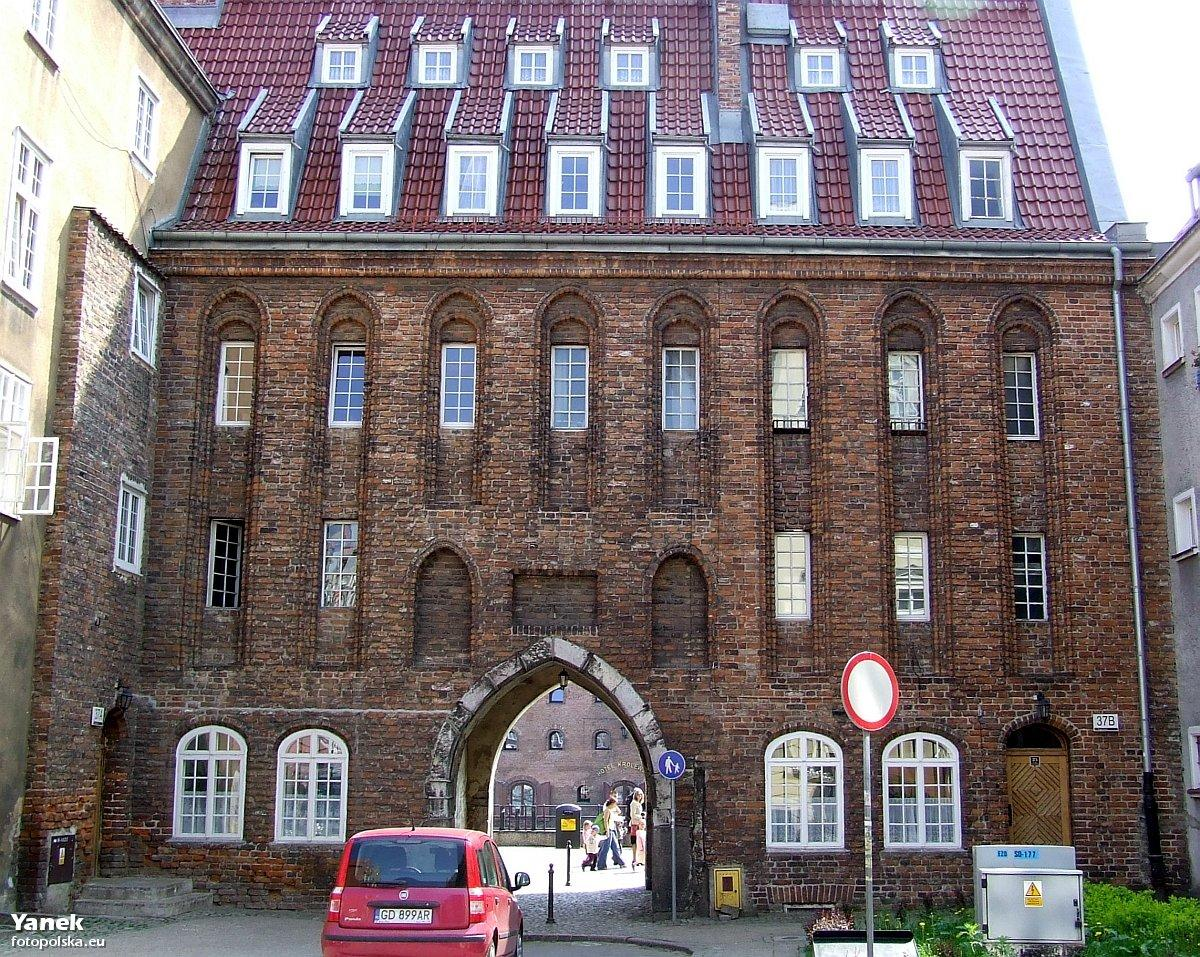
Strona wewnętrzna
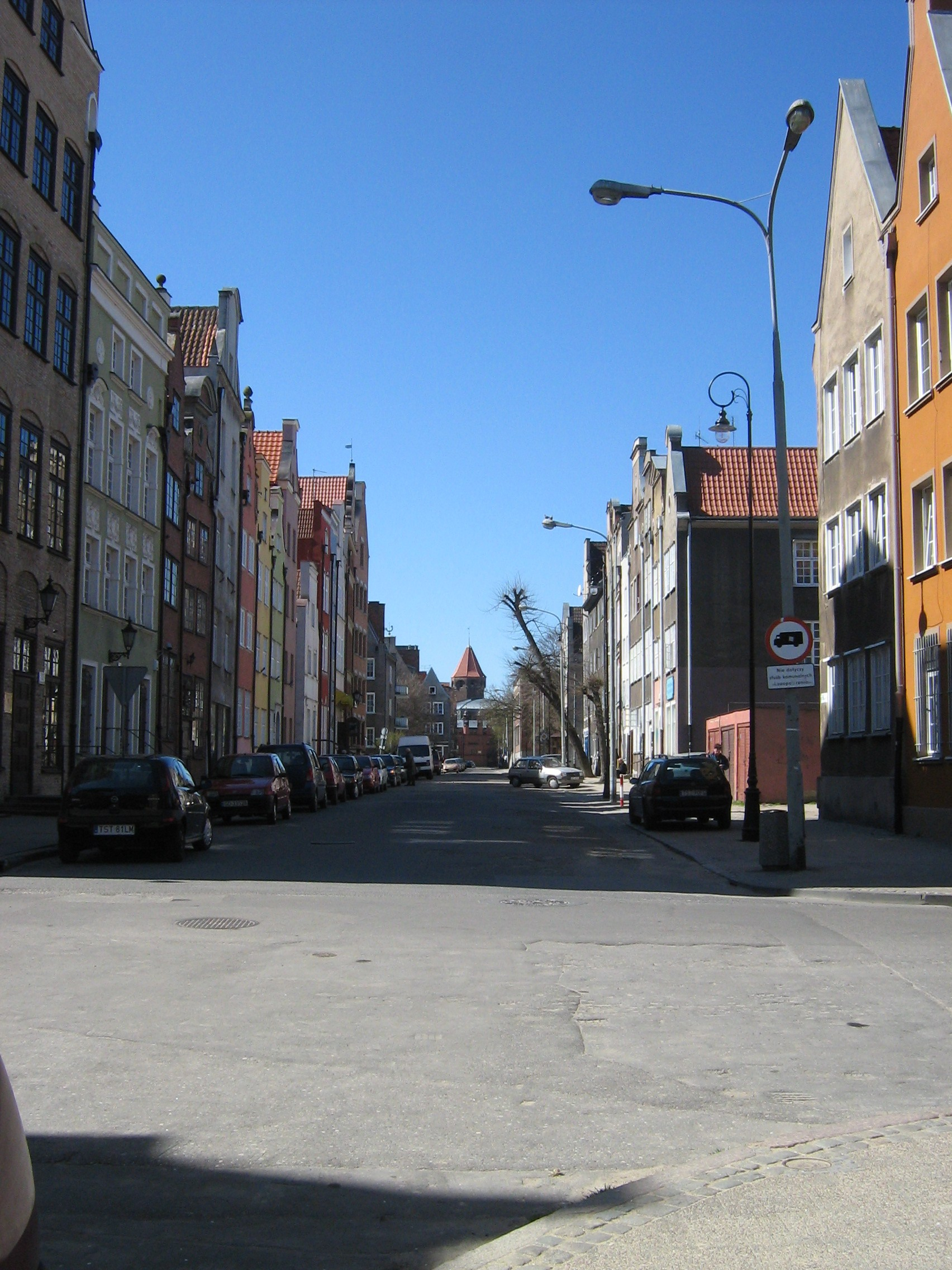
Widok z bramy na ulicę Straganiarską. W głębi Baszta Jacek i Hala Targowa
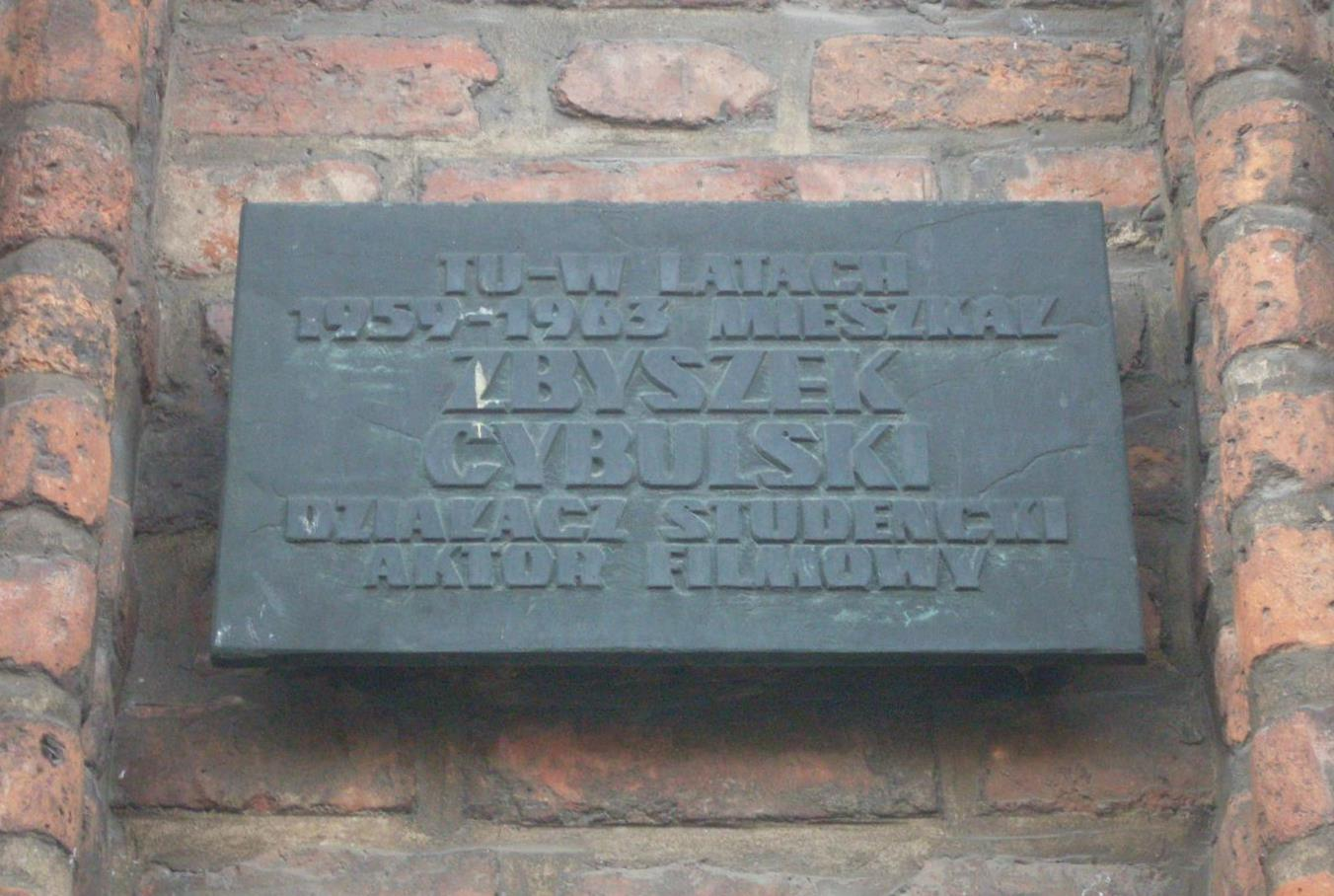
Tablica ku pamięci Zbigniewa Cybulskiego